# 정 여공
정 여공(鄭 厲公, ? ~ 기원전 673년, 재위 기원전 701년 ~ 기원전 697년, 기원전 680년 ~ 기원전 673년)은 중국 춘추 시대 정나라의 임금으로, 휘는 돌(突), 자는 자원(子元)이다. 정 장공과 옹길의 아들이며, 정 소공의 배다른 아우고, 정자 미, 정자 영의 형이다.

## 사적
정 장공 26년(기원전 718년), 위나라가 남연나라 군대를 이끌고 정나라에 쳐들어오자 형 태자 홀과 함께 제읍의 군대를 거느리고 적의 배후에 있다가, 6월에 남연 군을 북제에서 패배시켰다.
정 장공 30년(기원전 714년), 북융이 정나라에 쳐들어오자, 아버지에게 매복병을 두고 적을 그곳으로 끌어들이도록 진언했고, 그대로 하니 정나라가 북융을 대패시켰다.
기원전 701년, 아버지 정 장공이 죽자 적자인 형 홀이 뒤를 이었지만, 생전에 아버지가 사랑하는 부인이 많아 그 위치는 불안했다. 공자 돌의 외할아버지 옹씨(雍氏)는 송나라의 대신이고 송 장공의 총애를 받는 사람이었다. 송 장공은 홀이 즉위했다는 소식을 듣고, 9월에 채중을 사로잡았다. 송 장공은 채중을 협박하여 공자 돌을 임금으로 세우고 송나라에 뇌물을 바치도록 강요했고, 공자 돌도 사로잡았다. 채중은 협박에 굴하여 공자 돌과 함께 정나라로 돌아갔고, 세자 홀은 이 달 정해일 혹은 신해일에 위나라로 달아나니 공자 돌이 정 여공으로 기해일에 즉위했다.

### 첫 재위
정 여공 원년(기원전 700년), 송나라가 정나라 여공을 옹립시켰다는 이유로 정나라에 많은 뇌물을 요구하여 정나라에서 감당할 수 없어 화평하지 못하였다. 이에 두 나라를 화평하게 하고자 하고자 노 환공이 송 장공과 3차에 걸쳐 회맹했으나 실패했다. 결국 정 여공은 11월 병술일에 노 환공과 동맹을 맺고 12월 정미일에 송나라와 교전했다.
정 여공 2년(기원전 699년) 봄 2월, 다시 송나라와의 뇌물 문제 때문에 노 환공과 기후(紀侯)와 연합하여 기사일에 제나라, 송나라, 위나라, 연나라 군대와 싸워 대승했다. 이후로 노나라와 우호 관계를 유지하여, 정 여공 3년(기원전 698년)에는 노 환공과 조나라에서 만나 3자동맹을 맺었다. 그러나 송나라가 제나라, 채나라, 위나라, 진나라 군대를 거느리고 보복전에 나서 정나라의 도성을 유린했다.
정 여공 4년(기원전 697년), 채중이 전권을 휘두르자 이를 시기하여 채중의 사위 옹규(雍糾)에게 채중을 죽이도록 지시했다. 그러나 옹규의 아내가 아버지에게 이를 알리는 바람에 거꾸로 채중에게 옹규가 살해당해 시체가 공개되었다. 5월, 정 여공은 옹규의 시체를 가지고 옹규를 꾸짖으며 채나라로 달아났다.

### 망명
가을 9월, 정 여공은 약(櫟) 땅을 지키는 대부 단백(檀伯)을 약 사람의 도움으로 죽이고 거기에 눌러앉았다. 노 환공이 송 장공, 위 혜공, 진 장공과 연합하여 정나라를 치고 여공을 복위시키려 했으나 실패했다.
이듬해(기원전 696년), 전년에 정 여공을 복위시키려 한 제후들이 이번에는 채 환후까지 끌어들여 4월에 정나라를 치고 여공을 복위시키려 했으나 졌다. 다만 송 장공이 약 땅에 있는 정 여공에게 병사를 지원해 주었으므로 정나라에서는 감히 정 여공을 치지 못했다.
기원전 695년, 정 소공이 고거미에게 암살되었고, 기원전 694년에는 정 소공의 뒤를 이은 정 자미가 제 양공에게 죽었으나, 채중이 정 여공을 끝내 배제하여 정 여공은 복위하지 못하고, 정 자영이 뒤를 이었다.

### 복위
기원전 680년, 정 여공은 본국을 쳐 대릉에서 수장 부하를 사로잡았다.《사기》에서는 유인하여 겁박했다고 한다. 부하는 정 여공의 복위를 도와준다고 약속하여 석방되었고, 6월 갑자일에 정 자영과 그 두 아들을 죽이고 약속대로 정 여공을 복위시켰다. 복위한 후, 여공은 부하가 두 마음을 품었하고 해 주살하고, 원번(原繁)에게는 자신이 망명하던 중에 도움을 주지 않았다고 꾸짖으니 원번은 자결했다.
기원전 679년, 송나라가 제후들과 함께 예(郳)나라를 치는 틈을 타 송나라를 침공했다. 이듬해(기원전 678년), 송나라가 제나라, 위나라와 함께 정나라를 보복 공격했다. 게다가 자신이 복위했다는 것을 뒤늦게 초나라에 알리는 무례를 저질러, 가을에 초나라의 공격을 받았다. 9월에, 채중의 무리로 옹규를 죽이는 데 가담한 사람들을 처벌해 공자 알을 죽이고 강서의 발을 잘랐다. 이때 종질 공부 정숙이 위나라로 달아나자 3년 뒤에 복귀시켰다. 겨울에는 제 환공, 송 장공, 노 장공, 진 선공, 위 혜공, 채 애후, 허남, 활백, 등자와 동맹을 맺었다.
기원전 677년, 제나라에 첨(詹)을 사자로 보냈는데 사로잡혔다. 이는 제나라가 패자가 되었음에도 조현하지 않은 까닭이다.
기원전 676년, 괵공, 진후와 함께 주나라의 혼인 문제를 해결했다.
기원전 675년, 왕자 퇴가 주 혜왕에게 불만을 품은 대부 위국, 변백, 자금, 축궤, 첨보와 요리사 석속의 추대를 받고, 또 위 혜공과 남연 중보의 도움을 얻어 주 혜왕을 쳐 쫓아내고 주나라 왕이 되었다. 기원전 674년, 정 여공은 주 혜왕과 왕자 퇴를 화해시키려 했으나 실패했다. 정 여공은 주나라를 쳐 남연 중보를 사로잡고 혜왕을 모셔와 약에 살게 했다. 겨울에 괵숙을 만나 함께 혜왕을 복위시키기로 약속했다.
기원전 673년, 괵숙과 함께 왕성을 공격하여 왕자 퇴와 다섯 대부를 죽이고 혜왕을 복위시켰다. 혜왕은 정 여공에게 호뢰 이동의 땅을 주고, 왕후의 반감을 주었다. 그러나 괵숙이 받은 상급보다 적다고 여긴 정 여공은 왕을 원망했다. 여름 5월, 혹은 가을에 죽었다.